# Capsule (média)
Pour les articles homonymes, voir capsule.
Une capsule est une production écrite, orale ou audiovisuelle qui traite, de manière condensée, d’un sujet ou d’un thème donné. Elle a souvent pour objectif d’apporter une information, un témoignage, d’introduire un questionnement, un problème pour étayer des contenus de formation ou des sujets journalistiques.

## Origine et utilisation
La capsule vidéo est un format multimédia apparue avec l’émergence de la e-formation, elle enrichit et/ou accompagne des contenus d’enseignement.
Consultable à volonté par l’apprenant elle est un moyen d’ancrage rapide et de travail en simultané et en différé du temps et du lieu d’apprentissage ce qui participe à renforcer l’autonomie.
Elle est souvent utilisée en pédagogie inversée ou dans les médias (radio, TV…).